# Maria Wiłkomirska
Maria Wiłkomirska (* 3. April 1904 in Moskau, Russisches Kaiserreich; † 19. Juni 1995 in Warschau) war eine polnische Pianistin, Kammermusikerin und Musikpädagogin.
Wiłkomirska erhielt ab dem sechsten Lebensjahr Klavierunterricht von ihrem Vater, dem Geiger und Musikpädagogen Alfred Wiłkomirski und studierte von 1913 bis 1917 am Moskauer Konservatorium Klavier bei Boleslaw Jaworskyj. 1919 zog sie mit ihrer Familie nach Warschau und nahm dort privaten Unterricht bei Józef Turczyński. Von 1915 bis 1926 bildete sie mit ihren Brüdern Michał und Kazimierz Wiłkomirski ein Trio, das 1919 in der Warschauer Philharmonie debütierte. Nachdem ihr Bruder Michał in die USA ausgewandert war, trat sie mit Kazimierz als Duo auf. Nach 1945 arbeitete sie dann mit Kazimierz und ihrer Stiefschwester Wanda Wiłkomirska wieder in einer Trioformation.
Ihr Debüt als Klaviersolisten hatte Maria Wiłkomirska 1919. Sie spielte überwiegend Werke polnischer Komponisten wie Fryderyk Chopin, Ignacy Jan Paderewski, Juliusz Zarębski, Władysław Żeleński, Ludomir Różycki, Marceli Popławski, Karol Szymanowski, Eugeniusz Pankiewicz und Antoni Stolpe. Bei Konzerten in Ungarn, der Tschechoslowakei, Frankreich, Deutschland, Jugoslawien, Dänemark, der Sowjetunion, Israel, China und Japan führte sie auch Kompositionen von Johann Sebastian Bach, Mozart, Beethoven, Brahms, Schumann, Schubert, Debussy, Liszt, Rachmaninow, Ravel, Prokofjew, Bartók, Palmgren, Rimski-Korsakow, Saint-Saëns, Skrjabin, Richard Strauss und anderen auf.
Von 1934 bis 1939 war Wiłkomirska Professorin am Konservatorium von Danzig. Von 1945 bis 1967 unterrichtete sie Klavier an der Staatlichen Musikhochschule in Lodz, von 1951 bis 1977 an der Fryderyk-Chopin-Universität für Musik. Zu ihren zahlreichen Schülern zählen u. a. Rajmund Ambroziak, Tadeusz Chmielewski, Danuta Dworakowska, Jerzy Gajek, Jerzy Godziszewski, Andrzej Guz, Kazimierz Korybutiak, Edwin Kowalik, Zygmunt Krauze, Jerzy Maciejewski, Krystyna Makowska-Ławrynowicz, Jerzy Marchwiński, Maciej Paderewski, Barbara Ropelewska, Barbara Strzelecka, Irena Sieradzka-Pietrachowicz und Brygida Szymłowska.